# Jowita (film)
Jowita – polski film psychologiczno-obyczajowy z 1967 roku w reżyserii Janusza Morgensterna, do którego scenariusz napisał Tadeusz Konwicki na podstawie powieści Stanisława Dygata Disneyland.

## Opis fabuły
Marek Arens (Daniel Olbrychski) – sportowiec, a zarazem architekt spotyka na balu przebierańców dziewczynę z zakrytą kwefem twarzą – Jowitę – i ulega fascynacji nią. Nawiązuje znajomość, a później romans z Agnieszką (Barbara Kwiatkowska), siostrzenicą prezesa klubu, w którym ćwiczy, która prowadzi z nim wyrafinowaną grę; często wspomina ową Jowitę, która – jak utrzymuje – jest jej przyjaciółką.
Sport traci dla niego znaczenie, co irytuje jego trenera (Zbigniew Cybulski), a frapuje żonę trenera (Kalina Jędrusik), która ulega nieodwzajemnionej fascynacji Arensem. Znalezienie Jowity staje się dla niego obsesją. Pewnego dnia, oglądając taśmy ze swojego treningu bokserskiego, spostrzega prostytutkę Lolę Fiat 1100 (Iga Cembrzyńska), jego zdaniem odpowiedzialną za samobójstwo swojego trenera boksu, który zastępował mu ojca i dochodzi do wniosku, że Lola i Jowita to ta sama osoba. Atakuje ją na dancingu w hotelu Cracovia.
W końcowej scenie, już jako więzień odśnieżający wzgórze wawelskie, dowiaduje się od Agnieszki, że ta wychodzi za mąż i że to ona właśnie była wówczas na balu ową Jowitą.

## Obsada
Źródło: FilmPolski.pl

- Daniel Olbrychski – Marek Arens
- Barbara Kwiatkowska – Agnieszka „Jowita”
- Kalina Jędrusik – Helena Księżakowa
- Ignacy Gogolewski – Michał Podgórski, szef Marka
- Anna Pleskaczewska – lekkoatletka Dorota
- Iga Cembrzyńska – prostytutka „Lola Fiat 1100”, miłość trenera Szymaniaka
- Ewa Ciepiela – Alina, była dziewczyna Marka
- Leopold René Nowak – fotograf, znajomy Marka
- Leokadia Pilarska(inne języki) – sąsiadka trenera Szymaniaka
- Marian Cebulski – mężczyzna rozmawiający w lokalu z Lolą Fiat 1100
- Ryszard Filipski – sierżant Kosmala
- Aleksander Fogiel – prezes klubu
- Zbigniew Cybulski – Edward Księżak
- Julian Jabczyński – mężczyzna rozmawiający w lokalu z Lolą Fiat 1100
- Joanna Kostusiewicz – Elżbieta, narzeczona Artura
- Andrzej Kotkowski
- Wanda Wiłkomirska – gra samą siebie
- Maja Wodecka – dziewczyna na balu maskowym
- Jacek Fedorowicz – uczestnik balu
- Olgierd Łukaszewicz – student ze słonecznikiem
- Jerzy Nowak – uczestnik balu przebrany za pirata
- Jerzy Fedorowicz – uczestnik balu
- Sławomir Idziak – Mirek

## Odbiór
Zygmunt Kałużyński z pisma „Polityka” pisał, iż „Jowita jest to robota klasy europejskiej: wykorzystanie aktorów (twarze z reguły na długo trwających zbliżeniach, w duchu kina współczesnego), ciągłość opowiadania, osiągnięta za pomocą inteligentnego montażu, koncentrującego bez przerwy uwagę widza, wreszcie fotografia Jana Laskowskiego, modelująca portrety oraz plany, na których one występują”. Zdaniem Wojciecha Wierzewskiego z pisma „Ekran”: „czegoś takiego w chorobliwie ambitnej i przez to najczęściej pretensjonalnej kinematografii – już dawno nie było”.
Większy sceptycyzm zachował Rafał Marszałek z pisma „Film”, pisząc, że film nie dochowuje wierności prozie Dygata: „Centralne pytania książki Dygata – pytanie o bycie kimś stanowiącym naprawdę o swym własnym losie – pozostały w filmie ledwie naszkicowane”. W konsekwencji, zdaniem Marszałka, reżyser niewiele powiedział o Arensie, „»obsesyjnym« bohaterze Dygatowym: tym, który żyje właściwie życiem niechcianym, nie rozumiejąc jego sensu i kierunku, nie będąc nigdy pewnym, co jest przyczyną, a co skutkiem”. W retrospektywnym artykule na temat filmu Ewa Nawój krytykowała decyzję Morgensterna o zmianie tytułu utworu z Disneylandu na Jowitę: „Posunięcie to jest równoznaczne z wyrzuceniem klucza do drzwi zamkniętego pokoju”.